# Заславський Олег Борисович
Олег Борисович Заславський (нар. 18 грудня 1954) — український фізик-теоретик, спеціаліст з теорії гравітації, основні роботи — з фізики чорних дір. Також отримав ряд результатів, які лягли в основу нового напрямку в квантовій механіці — теорії квазі-точнорозв'язних моделей.

## Біографія
В 1976 році закінчив Харківський університет, де й працює з 1981 року. Від 2001 працював старшим науковий співробітником науково-дослідної частини кафедри математичної фізики та обчислювальної математики.